# Altwiller
 Altwiller (en alsacià Àltwiller) és un municipi francès, situat a la regió del Gran Est, al departament del Baix Rin. L'any 1999 tenia 399 habitants.
Forma part del cantó d'Ingwiller, del districte de Saverne i de la Comunitat de comunes de l'Alsace Bossue.

## Demografia
| 1793 | 1800 | 1806 | 1821 | 1831 | 1836 | 1841 | 1846 | 1851 | 1856 | 1861 | 1866 |
| ---- | ---- | ---- | ---- | ---- | ---- | ---- | ---- | ---- | ---- | ---- | ---- |
| 603  | 698  | 792  | 777  | 796  | 821  | 844  | 795  | 809  | 752  | 756  | 773  |
| 1871 | 1875 | 1880 | 1885 | 1890 | 1895 | 1900 | 1905 | 1910 | 1921 | 1926 | 1931 |
| 782  | 775  | 753  | 728  | 767  | 751  | 712  | 661  | 657  | 641  | 659  | 529  |
| 1936 | 1946 | 1954 | 1962 | 1968 | 1975 | 1982 | 1990 | 1999 | 2006 | 2012 |      |
| 509  | 487  | 505  | 474  | 456  | 416  | 414  | 415  | 399  | 411  | 418  |      |

## Administració
| Període | Identitat       | Partit |
| ------- | --------------- | ------ |
| 2001-   | Gilbert Schmidt |        |